# Podhradie (powiat Prievidza)
Podhradie (węg. Keselőkő, do 1899 Keselőkő-Pohrágy) – wieś (obec) w powiecie Prievidza w kraju trenczyńskim na Słowacji.

## Położenie
Wieś położona jest w Kotlinie Górnonitrzańskiej, u zachodnich podnóży grupy górskiej Ptacznik, ok. 8 km na południowy wschód od miasta Nováky. Centrum wsi rozłożyło się na wysokości ok. 550 m n.p.m., jak nazwa wskazuje – tuż pod kopcem, na którym wznosił się w średniowieczu zamek (słow. hrad) Sivý Kameň.

## Historia
Wieś powstała z podgrodzia górującego nad nią zamku Sivý Kameň. Po raz pierwszy wspominana była w 1352 r. Po 1388 r. należała do niewielkiego „państwa” feudalnego z siedzibą na zamku i wraz z nim często zmieniała właścicieli. Mieszkańcy zajmowali się rolnictwem i hodowlą, częściowo też pracą w lesie. Poczynając od XIX w. wielu z nich udawało się do prac sezonowych na niżej położone tereny Węgier. Od 1936 r. część mieszkańców znalazła zatrudnienie w miejscowych kamieniołomach.
W latach II wojny światowej, a zwłaszcza w okresie słowackiego powstania narodowego mieszkańcy wsi aktywnie wspierali oddziały partyzanckie. Działały tu oddział „Vtáčnik” Górnonitrzańskiej Brygady Partyzanckiej oraz oddział Ponomarienki z Brygady im. J. Nálepki.
Po II wojnie światowej już w roku 1949 uruchomiona została komunikacja autobusowa, w 1954 łączność telefoniczna, w następnym roku doprowadzono do wsi energię elektryczną, zaś w 1963 r. wybudowano wodociąg. Większość mieszkańców znalazła zatrudnienie w niedalekich kopalniach węgla brunatnego i lignitu, w przemyśle chemicznym w Novákach lub w elektrowni w Zemianskich Kostoľianach. W 1961 r. Podhradie liczyło 913 mieszkańców i szybko się rozwijało.
W następnych latach obszar wsi znalazł się jednak w strefie eksploatacji podziemnej kopalni węgla brunatnego w sąsiedniej wsi Cigeľ (słow. Baňa Cigeľ). Szybki rozwój miejscowości został przerwany po roku 1978, kiedy to w jej dolnej części pojawiły się rozległe zapadnięcia i osunięcia gruntów, wywołane działalnością górniczą. Z czasem z istniejących tu 231 domów mieszkalnych 58 doznało takich uszkodzeń, że mieszkańcy musieli je opuścić, a budowle zostały rozebrane. Oprócz tego zostało uszkodzonych 5 budynków użyteczności publicznej, wodociąg i kilka odcinków dróg. W wyniku tego oraz na skutek zakazu budowy nowych obiektów radykalnie zmalała liczba mieszkańców wsi: w roku 1990 wynosiła tylko 370, zaś w 2015 r. jedynie ok. 300. Obecnie trend ten uległ zmianie: szereg starych budynków jest remontowanych, powstają też nowe obiekty.

## Zabytki
W centrum wioski znajduje się kościół katolicki z 1806 r. – murowany, klasycystyczny, jednonawowy z wieżą na osi i niewielką zakrystią od strony północnej, w stylu nawiązującym do wytycznych reform józefińskich z końca XVIII stulecia. Poza tym kilka murowanych domów mieszkalnych z XIX w.
Na kopcowatym wzgórzu, wznoszącym się od strony pn.wsch. ponad zabudowaniami wsi, znajdują się skromne pozostałości ruin dawnego zamku Sivý Kameň.